# Gogol Bordello
Gogol Bordello або Гоголь Борделло — американський інтернаціональний панк-рок гурт заснований 1999 року в Нью-Йорку українцем Євгеном Гудзем. Гурт переважно складають музиканти східноєвропейського походження, емігранти з України, Росії, Ізраїлю. Вони прославились у всьому світі театралізованими постановками концертів, які є сумішшю карнавалу, комедії, фарсу, кабаре та балагану. Їхня музика зазнала істотних впливів української-карпатської та циганської   музики, яка супроводжується акордеоном та скрипкою (в деяких альбомах й саксофоном) і є поєднанням кабаре, панку, фолк-року, романсу, рок-н-ролу і дабу.

## Історія
Перший сингл гурту Gogol Bordello випущено 1999 року, і відтоді вони випустили чотири повних альбоми, і один EP. 2005 року гурт підписав контракт із панк-лейблом SideOneDummy. Gogol Bordello був учасником численних міжнародних фестивалів в Європі й Америці.
Євген Гудзь зіграв одну із головних ролей (роль одесита — бовдура Алекса) у фільмі «І все освітилося», за однойменним романом Джонатана Сафрана Фоера який зрежесирував Лієв Шрайбер. Пісня «Start Wearing Purple» у виконанні гурту Gogol Bordello увійшла до саундтреку цього фільму.
Також не варто оминати увагою фільм «Самогубці: історія кохання» 2006 року, режисера Горана Дукіча. Одним з головних героїв тут є російський емігрант-самогубець — музикант-невдаха, що вбив себе на сцені, Євген (імовірно прототип вусатого Гудзя). Роль артиста виконував Шей Віґем. До саундтреку цієї романтичної комедії увійшла пісня гурту Gogol Bordello «Through The Roof & Underground».
Gogol Bordello також співпрацював з Мадонною. Євген Гудзь та Сергій Рябцев виконали разом із нею шлягер «La Isla Bonita» у концерті «London Live Earth» 7 липня 2007 року на Вемблі. Гурт бере участь у фільмі, режисером якого є Мадонна, «Бруд та мудрість», що вийшов на екрани у лютому 2008 року.
У 2011 році Gogol Bordello взяли участь у створенні документального фільму про сучасний український футбол та фанатські рухи «Останній аргумент». Зокрема, вони записали власний варіант пісні Ігора Шамо «Києве мій», а пісня «Динамо Київ» (на музику Адріано Челентано) ввійшла в концертну програму групи, наприклад, її виконували під час виступу 29 червня 2011 в Москві, на сцені Зеленого театру в Парку Горького.
У 2012 році колишній гітарист гурту Орен Каплан подав на Гудзя до суду за відшкодування моральної шкоди.
Пісня «Immigraniada» 2010 року була реміксована Bassnectar і стала хітом серед його шанувальників, які сподіваються на живий виступ, коли він і гурт будуть поруч.
Після російського вторгнення в Україну у 2022 році Євген Гудзь випустив відео в соціальних мережах, в якому засудив російське вторгнення, і продовжує збирати кошти для допомоги жертвам вторгнення. Гоголь Борделло оголосив про благодійний концерт, квитки на який швидко розійшлися, після чого було оголошено про благодійний тур. Борделло співпрацював з Лесом Клейпулом з гурту Primus над піснею «Чоловік із залізними яйцями», в якій оспівує мужність президента України Володимира Зеленського. Доходи від продажу треку підуть на користь «Нової України», неприбуткової організації, яка надає гуманітарну допомогу населенню України.
19 червня 2024 року Gogol Bordello записав спільну пісню «5-а авеню» з гуртом Жадан і Собаки.
В грудні 2024 року музику Gogol Bordello додали в анімаційний серіал всесвіту DC «Монстри Командос». Чотири пісні гурту додали у два перші епізоди екранізації й зобразили його на моменті з флешбеками Нареченої. Панк-фольк-ф'южн Gogol Bordello підкреслює східноєвропейську атмосферу серіалу, коментують Comicbook.

## Дискографія

### Альбоми
- Voi-La Intruder — 1999. Rubric Records.
- Multi Kontra Culti vs. Irony — September 2002. Rubric Records.
- East Infection — 2005. Rubric Records.
- Gypsy Punks: Underdog World Strike — 2005. SideOneDummy Records.
- Super Taranta! — 10 липня, 2007. SideOneDummy Records, №67 у Великій Британії
- Trans-continental Hustle — серпень 2010. American Recordings
- Pura Vida Conspiracy — 23 липня 2013.
- Seekers and Finders — 25 серпня 2017.
- Solidaritine — 16 вересня 2022. Das Grand Kapital

### Сингли
- When The Trickster Starts A-Poking — 2002. Rubric Records.
- Start Wearing Purple — лютий 2006. SideOneDummy Records.
- Not a Crime — серпень 2006. SideOneDummy.
- Wonderlust King — серпень 2007. SideOneDummy.

### Сторонні проекти
- Gogol Bordello vs. Tamir Muskat — серпень 2004. Співробітництво між Gogol Bordello й учасниками Balkan Beat Box, під назвою J.U.F. (Jewish-Ukrainian Freundschaft).

## Учасники гурту

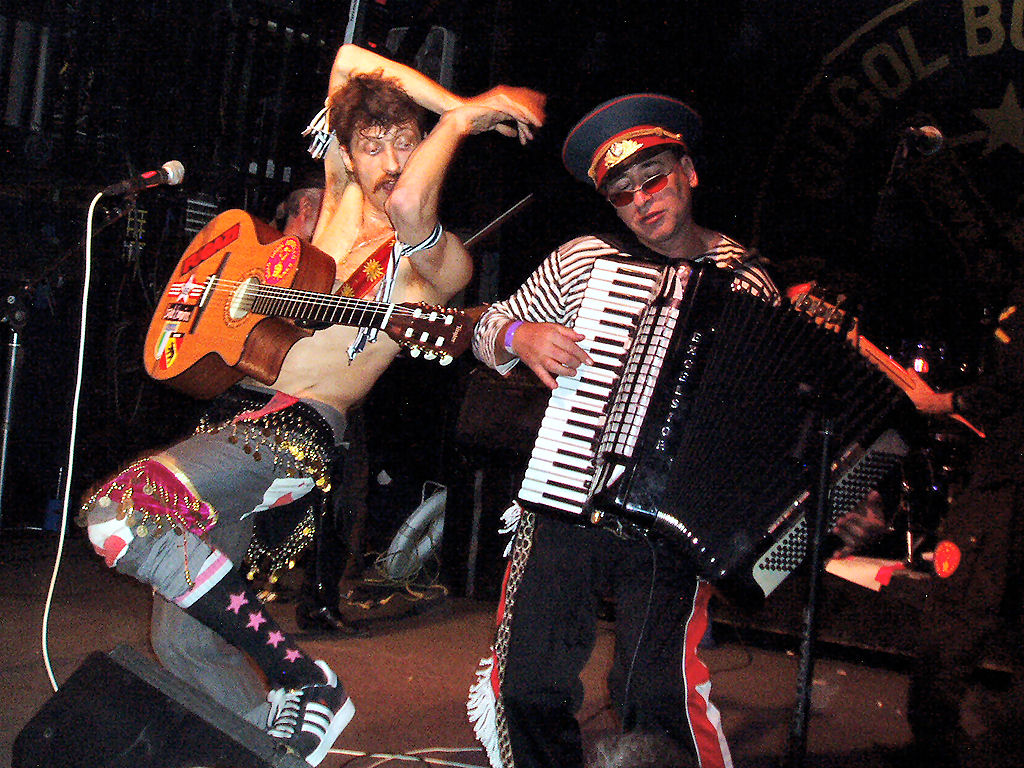
Gogol Bordello під час виступу в Aggie Theatre, Fort Collins, Colorado

### Теперишній склад
- Євген Гудзь (вокал, акустична гітара, перкусія) — Україна (1999–тепер)
- Сергій Рябцев (скрипка, бек-вокал) — Росія (2000–тепер)
- Борис Пелех (гітара, бек-вокал) – Росія (2015–дотепер)
- Педро Еразо (MC, перкусія) — Еквадор (2007–тепер)
- Корі Кінгстон (барабани, перкусія) — (2020–тепер)
- Гіл Александр (бас, бек-вокал) – Бразилія (2021–тепер)
- Еріка Манчіні (акордеон, бек-вокал) (2023–тепер)
- Лео Мінтек (гітара, бек-вокал, 2021-тепер)

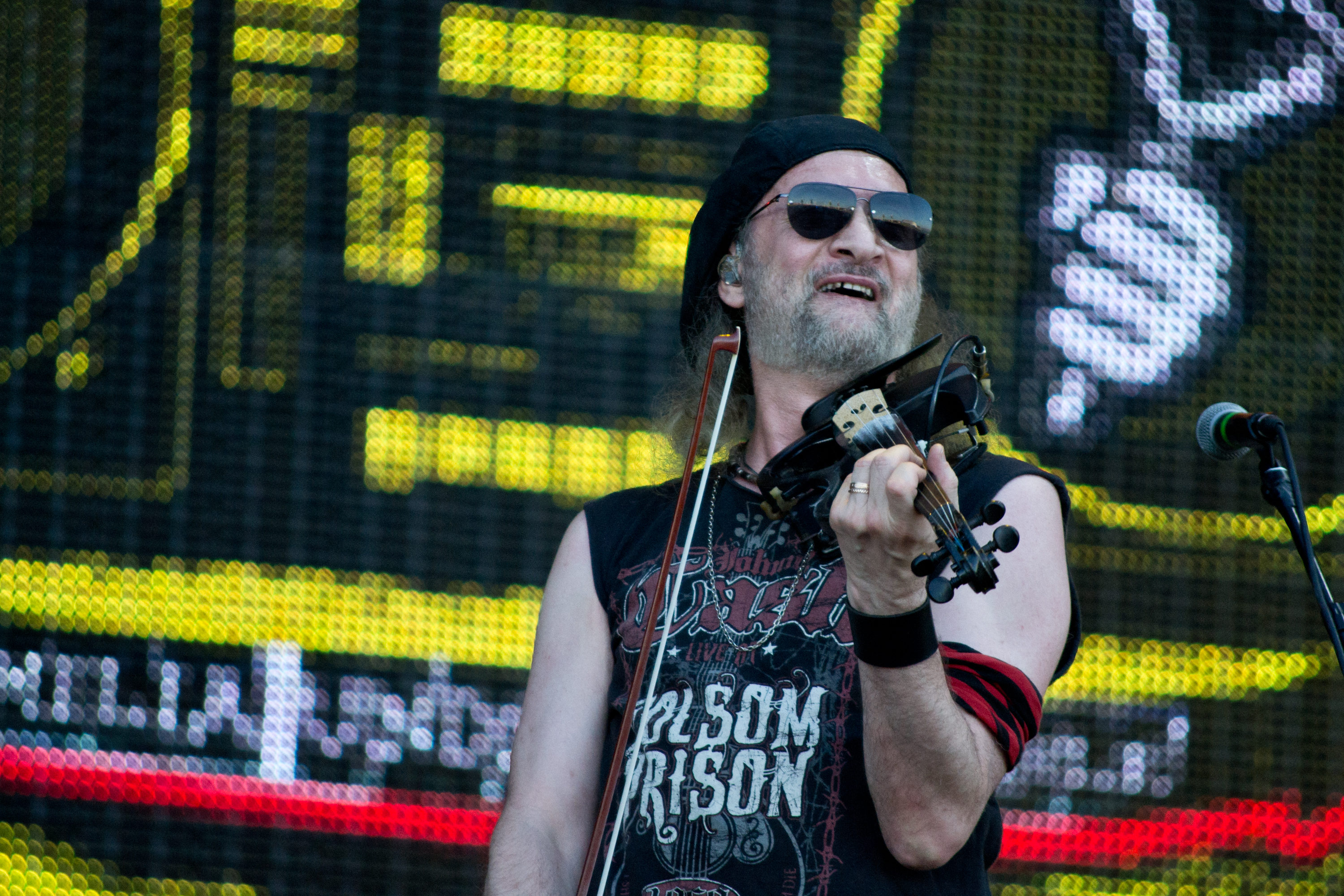
Сергій Рябцев у 2012 році

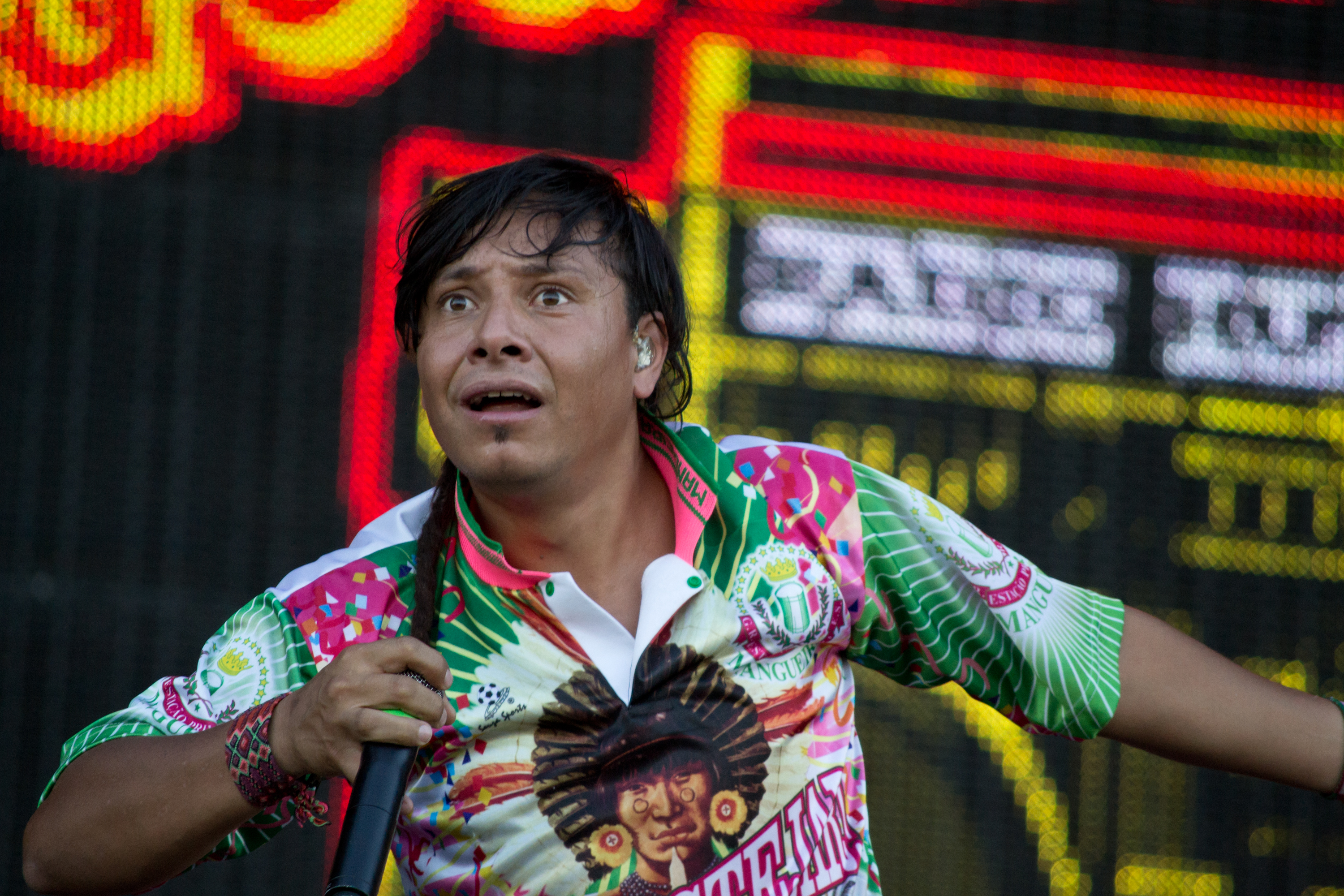
Концерт 2012 рік Педро Еразо

### Колишні виконавці
- Юрій Лемешев (акордеон, бек-вокал) — Росія
- Орен Каплан (гітара, бек-вокал) — Ізраїль
- Томас Гобена (Бас-гітара[10] бек-вокал) — Ефіопія
- Еліот Фергюсон (Ударна установка, бек-вокал) — Флорида, США
- Памела Джінтана Расін (перкусія, бек-вокал, танці, загальний перфоменс) — тайська американка
- Elizabeth Sun (перкусія, бек-вокал, танці, загальний перфоменс) — китайська шотланка.